# Jeff Kinney
Jeffrey Patrick Kinney (Fort Washington, Maryland;( 19 de febrero de 1971), más conocido como Jeff Kinney, es el creador de la serie El diario de Greg. También creó la página web Poptropica.

## Carrera
En 1998, tres años después de trasladarse a Nueva Inglaterra, decidió escribir el libro El diario de Greg. En un principio, su libro era una historieta digital en la cual había trabajado durante alrededor de ocho años para dar con la idea.  Kinney cuenta que para crear a Greg se basó en su infancia, con una leve exageración para hacerla más cómica y expresiva. Así en 2007 se publicaron las primeras historias de Greg en formato físico.
En 2009, con la publicación de su tercer libro, Jeffrey fue nombrado como una de las 100 personas más influyentes del mundo según la revista Time.
Hasta 2020 Kinney había escrito quince tomos de El diario de Greg y ganado en seis ocasiones el Premio Nickelodeon Kid's Choice Awards al libro favorito. Kinney también es el creador de Poptropica, una de las 50 mejores páginas web según Time
.[cita requerida]

## Vida personal
Vive en Massachusetts, junto con su esposa y sus dos hijos, Will, de once años, y Grant, de trece, en los cuales ahora se inspira para la creación de sus libros, en su tiempo libre, Kinney practica voleibol y pasa el tiempo con su familia. Juntos tienen una librería en Massachusetts, conocida como "An Unlikely Story".

## Libros publicados
- Diario de Greg: Un pringao total
- Diario de Greg 2: La Ley de Rodrick
- Diario de Greg 3: ¡Esto es el Colmo!
- Diario de Greg 4: Días de Perros
- Diario de Greg 5: La Cruda Realidad
- Diario de Greg 6: ¡Atrapados en la Nieve!
- Diario de Greg 7: Buscando Plan...
- Diario de Greg 8: Mala Suerte
- Diario de Greg 9: Carretera y Manta
- Diario de Greg 10: Vieja Escuela
- Diario de Greg 11: A por Todas
- Diario de Greg 12: Volando Voy
- Diario de Greg 13: Frío Fatal
- Diario de Greg 14: Arrasa con todo
- Diario de Greg 15: Tocado y hundido
- Diario de Greg 16: El Número 1
- Diario de Greg 17: Dando la nota
- Diario de Greg 18: Descerebrados

+ Diario de Greg 19. En su salsa. 
- Diario de Greg: Móntatelo tú Mismo
- Diario de Rowley: ¡Un chico super guay!: Una historia de Diario de Greg
- Una aventura super guay (Rowley presenta 2): Una historia de Diario de Greg
- Historias superguáis de miedo (Rowley presenta 3): Una historia de Diario de Greg

## Películas
- El diario de Greg (2010)
- Diario de Greg 2: La ley de Rodrick (2011)
- Diario de Greg 4
- : Días de perros (2012)
- Diario de Greg: Carretera y manta (2017)
- El diario de Greg (2021)
- El diario de Greg: La Ley de Rodrick (2022)
- El diario de Greg: Atrapado en la Navidad (2023)